# تروبيدوفورا كاريناتا
تروبيدوفورا كاريناتا هو نوع من الحلزون البري الذي يمتلك خيشوم وغطاء، وهو رخوي بري بطنيات القدم من عائلة بوماتيديا.
تم العثور على هذا النوع في موريشيوس ولا ريونيون، لكنه قد يكون الآن منقرض.